# Бурбулис, Геннадий Эдуардович
Генна́дий Эдуа́рдович Бу́рбулис (4 августа 1945, Первоуральск, Свердловская область — 19 июня 2022, Баку, Азербайджан) — советский и российский государственный и политический деятель, учёный-философ, преподаватель. Один из ближайших соратников Бориса Ельцина в начале его президентства.
В 1991—1992 годах занимал должности Государственного секретаря и первого заместителя председателя Правительства России. Участвовал в подписании Беловежских соглашений со стороны РСФСР. Депутат Государственной думы РФ I и II созывов (1993—1999). Вице-губернатор Новгородской области (2000—2001), член Совета Федерации от региона (2001—2007).

## Биография

### Ранние годы и образование
Родился 4 августа 1945 года в Первоуральске в семье военного лётчика. Мать — Валентина Васильевна Белоногова. Отец — Эдуард Казимирович Бурбулис. Дед, Казимир Антонович Бурбулис, переехал на Урал из Литвы в 1915 году.
В 1962 году окончил среднюю школу и поступил на работу слесарем КИП на Хромпиковый завод, а затем на Первоуральский новотрубный завод.
С 1964 года был на действительной военной службе в ракетных войсках в Кировской области. После армии работал слесарем-трубоукладчиком Управления механизации треста Горжилуправления Свердловска.
В 1969 году поступил на философский факультет Уральского государственного университета, который окончил в 1973 году.

### Начало карьеры
В 1971 году вступил в КПСС.
С 1973 года в течение 10 лет преподавал диалектический материализм и марксистско-ленинскую философию в Уральском политехническом институте. В 1981 году защитил диссертацию на соискание ученой степени кандидата философских наук по теме «Знание и убеждение как интегральные феномены сознания». В 1983—1989 годах работал заведующим кафедрой общественных наук, заместителем директора по научной и методической работе Всесоюзного института повышения квалификации специалистов Министерства цветной металлургии СССР в Свердловске.

### Перестройка
В начале перестройки с одобрения горкома КПСС организовал в Свердловске политический клуб «Дискуссионная трибуна». Заседания клуба проходили с мая 1987 по январь 1989 года и 26 сентября 1990 года. Бурбулис был председателем совета клуба. Актив Трибуны сотрудничал с Свердловским областным комитетом КПСС. Трибуна была тесно связана с обществом «Знание» (оно предоставило клубу своё помещение), Всероссийским обществом охраны памятников истории и культуры, Всесоюзным философским обществом, а также творческими союзами. Совет Трибуны (он состоял из представителей местной интеллигенции, среди которых было много философов-марксистов) собирался еженедельно. Помещения для заседаний Трибуны, на которые допускались все желающие, подбирал Свердловский городской комитет КПСС. Первое заседание Трибуны было посвящено охране памятников истории и культуры Свердловска. Отношения с партийным руководством у Трибуны были различными. Городской комитет КПСС выделял для Трибуны помещения. Однако осенью 1987 года в связи с выступлением 21 октября Бориса Ельцина на Пленуме ЦК КПСС с критикой отдельных руководителей коммунистической партии Трибуне было предписано отменить обсуждение, посвящённое 70-летию Октябрьской революции. От культурных проблем в 1988 году Трибуна перешла к политическим вопросам. В январе 1988 года обсуждался вопрос демократизации и выборов.
В 1989 году избран народным депутатом СССР. Вскоре после этого Трибуна прекратила своё существование более чем на 1,5 года. В 1990 году была сделана попытка восстановить Трибуну, но прошло только одно заседание — 26 сентября 1990 года, ставшее последним.
На 1-м Съезде Народных депутатов СССР выдвинул Бориса Ельцина на пост Председателя Верховного Совета СССР, но Ельцин взял самоотвод.
В 1989—1990 годах был председателем подкомитета Комитета Верховного Совета СССР по вопросам работы Советов народных депутатов, развития управления и самоуправления. В 1990 году избран депутатом Свердловского областного Совета народных депутатов.
Будучи одним из инициаторов создания оппозиционной Межрегиональной депутатской группы, познакомился со своим земляком Борисом Ельциным и вошёл в его ближайшее окружение. В мае 1990 года вышел из КПСС. С августа 1990 года был полномочным представителем Председателя Верховного Совета РСФСР — руководителем рабочей группы Высшего консультативно-координационного Совета. На выборах президента РСФСР возглавлял избирательный штаб Бориса Ельцина. Рассматривался в качестве кандидата на пост вице-президента России, однако предпочтение было отдано Александру Руцкому, причиной чему стала его литовская фамилия и результаты социологических опросов.

### Госсекретарь и зампред Правительства
С 19 июля по 6 ноября 1991 года был государственным секретарём РСФСР — секретарём Государственного совета при Президенте РСФСР, с 6 ноября 1991 по 8 мая 1992 года — государственным секретарём РСФСР, с 8 мая по 26 ноября 1992 года — государственным секретарём при Президенте Российской Федерации.
С 6 ноября 1991 по 14 апреля 1992 года был первым заместителем председателя Правительства РСФСР. С 6 по 11 ноября 1991 года в этом качестве возглавлял аппарат Правительства РСФСР (который был включён в состав Администрации Президента России). В период 1990—1992 годов играл одну из ключевых ролей в выработке политики российского руководства, активно участвовал в развернувшейся в то время борьбе за власть с руководством СССР. Прослыл «правой рукой» президента Ельцина, определявшим принятие многих важнейших решений.
Бурбулис был одним из главных действующих лиц при подготовке Беловежского соглашения, оформившего распад СССР, и подписал его от имени России вместе с президентом Борисом Ельциным.
Именно Бурбулис убедил Ельцина в неотложности и исполнимости программы реформ, предложенной группой учёных под руководством Егора Гайдара, и рекомендовал назначить на ключевые посты экономического блока молодых экономистов из этой группы, известной впоследствии как «команда Гайдара».
Затем его влияние на Бориса Ельцина ослабло. После ликвидации должности государственного секретаря, с 26 ноября по 14 декабря 1992 года был руководителем группы советников Президента Российской Федерации. После этого в феврале 1993 года инициировал и возглавил общественную организацию Гуманитарный и политологический центр «Стратегия» и возглавлял его до декабря 2021 года.

### Работа в парламенте
В 1993—1995 годах был депутатом Государственной думы первого созыва, избранным по федеральному списку блока «Выбор России». 8 апреля 1994 года вышел из фракции ВР, в другие депутатские объединения не входил.
С декабря 1995 по декабрь 1999 года был депутатом Государственной думы второго созыва, избранным по одномандатному Первоуральскому избирательному округу № 266 (Свердловская область).
С ноября 1998 года по январь 1999 года был председателем наблюдательного совета АО «Новотрубный завод» в Первоуральске.
В июле 2000 года губернатор Новгородской области Михаил Прусак назначил Бурбулиса вице-губернатором по взаимодействию с палатами Федерального собрания.
2 ноября 2001 года был назначен членом Совета Федерации — представителем администрации Новгородской области в Совете Федерации Федерального Собрания Российской Федерации.
С 30 января 2002 года был председателем Комиссии Совета Федерации по методологии реализации конституционных полномочий Совета Федерации. Являлся членом Совета палаты, Комитета по конституционному законодательству, Комиссии по Регламенту и организации парламентской деятельности.
В начале сентября 2007 года, в связи с назначением Сергея Митина новым губернатором Новгородской области, подал в отставку. 16 ноября 2007 года Совет Федерации проголосовал за освобождение Бурбулиса от сенаторских полномочий. Решение было принято по предложению губернатора Новгородской области Сергея Митина.
С ноября 2007 по август 2010 года был советником председателя Совета Федерации, инициатором и первый заместителем руководителя Центра мониторинга законодательства и правоприменительной практики (Центра мониторинга права) при Совете Федерации Федерального Собрания Российской Федерации, руководителем авторского коллектива и научным редактором ежегодных докладов Совета Федерации «О состоянии законодательства в Российской Федерации».

### Научно-педагогическая деятельность
В августе 2009 года основал «Школу политософии „Достоинство“».
С 2010 года был заведующим кафедрой политософии и философских наук Международного университета в Москве.
В 2011—2014 годах был проректором Международного университета в Москве по инновационному развитию.
В сентябре 2017 года в интервью украинскому телеканалу «NewsOne» Бурбулис назвал политику России в отношении Украины «трагедией, нарушением базовых норм и российского законодательства, и международного» и заявил, что Крым должен вернуться в состав Украины.
В августе 2021 года основал и возглавил Фонд «Культура Достоинства» Геннадия Бурбулиса по поддержке социокультурных, научно-просветительских и политософских проектов.

### Смерть
Умер 19 июня 2022 года на 77-м году жизни в Баку, где принимал участие в IX Глобальном Бакинском форуме.
23 июня 2022 года был похоронен на Троекуровском кладбище. На церемонии прощания присутствовали около 50 человек, в том числе бывший вице-премьер Александр Шохин, бывший премьер-министр России Сергей Степашин, бывший управделами президента РФ Павел Бородин. На могиле можно увидеть венки с соболезнованиями от политических и общественных деятелей.

## Личная жизнь
Был женат. Его супруга — Кирсанова Наталья Николаевна, училась вместе с ним на одном факультете в университете, преподавала философию в Уральском лесотехническом институте. У них родился сын Антон. Жил в Москве.

## Киновоплощения
- Актёр Игорь Головин сыграл роль государственного секретаря РСФСР Геннадия Бурбулиса в художественном фильме «Ельцин. Три дня в августе» (Россия, 2011 год).

## Награды
- Юбилейная медаль «Двадцать лет Победы в Великой Отечественной войне 1941—1945 гг.» (1965)[31]
- Медаль «В память 850-летия Москвы» (1997)[31]
- Медаль «В память 300-летия Санкт-Петербурга» (2003)[31]
- Медаль «В память 1000-летия Казани» (2005)[31]

### Классный чин
- Действительный государственный советник Российской Федерации 3 класса (2008)[32]